# Fermette classée d'Exbomont
L'ancienne fermette d'Exbomont est une maison classée située dans le hameau d'Exbomont faisant partie de la commune de Stoumont en Belgique (province de Liège).

## Localisation
Cette maison est située au no 46 du hameau ardennais d'Exbomont, sur les hauteurs de la localité, à la fin de la route asphaltée qui devient un chemin empierré au niveau de la fermette. Auparavant, elle portait le no 3.

## Historique
Le bâtiment est daté par les inscriptions gravées ANNO 1750 sur les linteaux des portes d'entrée jumelles et jointives de la façade avant (côté nord).
En avril 2021 (Google Street View), le bâtiment semble inhabité et dans un certain état de détérioration surtout au niveau du torchis et de certaines baies vitrées. Une restauration du bâtiment est prévue

## Description
Cette fermette placée perpendiculairement à la route a la particularité d'avoir ses quatre côtés réalisés en pans de bois et colombages reposant sur un court soubassement en moellons de grès. La façade avant ou nord compte un seul niveau, la façade sud, deux niveaux et les pignons, trois niveaux. Les espaces entre les pans de bois sont constitués d'un pisé rempli d'un torchis renforcé de branchages et enduit de couleur blanche. Le long de la voirie, le pignon oriental s'articule autour de six poutres verticales. La partie reprenant le corps de logis se trouve du côté de la route. Une porte charretière se trouve sur la partie droite de la façade avant. La toiture recouvrant la façade avant du corps de logis est recouverte de tuiles. Le reste de la toiture est en cherbins, ardoises locales

## Image
Photo du bâtiment sur DGO4 (illustration)